# شعله و شبنم (فیلم ۱۹۹۲)
شعله و شبنم (به هندی: Shola Aur Shabnam) فیلمی محصول سال ۱۹۹۲ و به کارگردانی دیوید داوان است. در این فیلم بازیگرانی همچون گوویندا، دیویا بهرتی، گلشن گروور، موهنیش باهل، انوپم کهیر، بیندو، آلوک نات، سودها چاندران، ریما لاگو، شاکتی کاپور، آرچانا پوران سینگ ایفای نقش کرده‌اند.